# Il ritorno dell'idiota
Il ritorno dell'idiota (Návrat idiota) è un film del 1999 diretto da Saša Gedeon.